# Pomarez
Pomarez – miejscowość i gmina we Francji, w regionie Nowa Akwitania, w departamencie Landy.
Według danych na rok 1990 gminę zamieszkiwało 1418 osób, a gęstość zaludnienia wynosiła 46 osób/km² (wśród 2290 gmin Akwitanii Pomarez plasuje się na 300. miejscu pod względem liczby ludności, natomiast pod względem powierzchni na miejscu 272.).